# Mozaikszók listája: N, Ny
Ezen a lapon az N és Ny betűvel kezdődő mozaikszók ábécé rend szerinti listája található. A kis- és nagybetűk nem különböznek a besorolás szempontjából.

## Lista: N
- NAC – Nagyváradi Atlétikai Club
- NAFTA – North American Free Trade Agreement (Észak-amerikai Szabadkereskedelmi Megállapodás)
- NASA – National Aeronautics and Space Administration (Nemzeti Űrkutatási Hivatal)
- NASCAR – National Association for Stock Car Auto Racing
- NASDAQ – National Association of Securities Dealers Automated Quotations (Értékpapír-kereskedők Nemzeti Egyesületének Automatizált Árfolyamjegyzési rendszere)
- NATO – North Atlantic Treaty Organization (Észak Atlanti Szerződés Szervezete)
- NBA – National Basketball Association (Nemzeti Kosárlabda Szövetség)
- NDK – Német Demokratikus Köztársaság
- NEO – Near-Earth Objects (Föld-közeli objektumok)
- NET – Nagyvárad téri Elméleti Tömb (SOTE)
- NEEBOR – Network of Eastern External BOrder Regions (Keleti Határ Menti Régiók Hálózata)
- NÉKOSZ – Népi Kollégiumok Országos Szövetsége
- NFL – National Football League (Nemzeti Futball Liga)
- NHL – National Hockey League (Nemzeti Jégkorong Liga)
- NLP
  - Natural Language Processing (Természetesnyelv-feldolgozás)
  - Neuro-Linguistic Programming
  - Nonlinear Programming (nemlineáris programozás)
- NNTP – Network News Transfer Protocol (Hálózati Hírátviteli Protokoll)
- NOB – Nemzetközi Olimpiai Bizottság
- NOE – Nagycsaládosok Országos Egyesülete
- NOTAR – No tail rotor (farokrotor nélküli helikopter)
- NPU – Network Processing Unit (hálózati feldolgozó egység, hálózati processzor)
- ns – nanosecundum
- NSA – National Security Agency (Nemzetbiztonsági Ügynökség)
- NSZK – Német Szövetségi Köztársaság

## Lista: Ny
- NYF – Nyíregyházi Főiskola
- NYME – Nyugat-Magyarországi Egyetem
- Nyrt – Nyilvánosan működő részvénytársaság
- NySFC – Nyíregyházi Spartacus Futball Club